# Tom McGillis
Tom McGillis (født 2. oktober) er en canadisk producer kendt for sammen med Jennifer Pertsch at have lavet animationsserierne 6teen, Total Drama Island og Total Drama Action. Han er desuden også ejer af det canadiske studie Fresh TV Inc.